# Площа Космонавтів
Пло́ща Космона́втів — площа у Солом'янському районі міста Києва, місцевість Чоколівка. Розташована на перетині Чоколовского бульвару і вулиці Авіаконструктора Антонова, також від площі Космонавтів починається Єреванська вулиця. Від площі Космонавтів в сторону вулиці Ушинського починається зелений тихий сквер вулиці Авіаконструктора Антонова. Покриття площі асфальтоване. Площа обладнана підземним переходом через Чоколівський бульвар з чотирма виходами (по різні боки вулиці Авіаконструктора Антонова з обох сторін Чоколовского бульвару), також є наземні переходи через Єреванську вулицю і вулицю Авіаконструтора Антонова. Згідно з дослідженням 2020 року площа Космонавтів є одним з елементів майбутнього розвитку району «Велика Чоколівка» (Чоколівка в її широких межах). Згідно з дослідженими уявленнями жителів «Великої Чоколівки», площа Космонавтів є одним з ключових смислових орієнтирів у районі.

## Історія
Місцевість, де нині знаходиться площа Космонавтів, колись була на краю священного язичницького Шулявського гаю, який пізніше був названий Кадетським гаєм. У цьому ж районі міг протікати струмок Кадетський Гай, який в 1950-их роках був закритий колектором.
Виниклий на рубежі 1920-х — 1930-х років бульвар Леніна (нині Чоколівський бульвар) спочатку простягався лише до району площі Космонавтів, в 1950-і роки був продовжений до залізниці, в результаті чого в 1957—1958 роках площа Космонавтів виникла як площа без назви. Сучасна назва — з 1962 року на честь «подвигів радянських космонавтів». У старих сталінках уздовж Площі Космонавтів є бомбосховища.
Площа Космонавтів з моменту заснування адміністративно була розташована на території Залізничного району Києва, а в ході територіально-адміністративної реорганізації Києва в 2001 році опинилася в Солом'янському районі міста.
На супутниковому знімку 1962 видно, що спочатку на площу Космонавтів виходили не тільки вулиця Авіації (нині вулиця Авіаконструктора Антонова) з двох боків, Єреванська вулиця і бульвар Леніна (нині Чоколівський бульвар) з двох боків, але і Керченська вулиця. Однак пізніше виїзд з Керченської вулиці на площу був перекритий будинком № 19 Чоколівського бульвару. З того часу Керченська вулиця впирається у двір цього будинку (з його дворової сторони), а на площу Космонавтів можна вийти через арку з одного боку цього будинку (арка з'єднує торець одноповерхової прибудови до магазину, розташованого на першому поверсі цього будинку, з будинком № 35 на Авіаційній вулиці) або далеко з іншого боку будинку.
У 1960-их роках на Площі Космонавтів побудували кооперативні квартири і проживали в одному і тому ж будинку, ходили в гості один до одного і дружили сім'ями Марк Резницький (український диригент і композитор, Народний артист України, головний диригент оркестру Національного цирку України) і Гіві Гачечиладзе (грузинський композитор і диригент, піаніст, один з перших біг-бендових аранжувальників і композиторів Грузії).
Будинок № 19 (за адресою Чоколівський бульвар, будинок 19) побудований в 1965 році, є одним з перших кооперативних будинків. На момент 2019 року внутрішній двір був обгороджений (з автоматичними воротами і магнітними ключами), мав закритий дитячий майданчик і альтанки.
Весь перший поверх розташованого на площі шестипід'їздного дев'ятиповерхового будинку № 19 (за адресою Чоколівський бульвар, будинок 19) у радянські часи займав магазин мережі баз «Учтехприлад», в якому продавалися найрізноманітніші матеріали, посібники, пристосування, прилади для навчання і моделювання. На площі перед магазином сформувався стихійний ринок радіодеталей (чорний ринок електронних компонентів), який називали «Космодром». «Учтехпрілад» і «Космодром» на площі Космонавтів були точками тяжіння для багатьох жителів і гостей міста, які займалися навчально-технічною діяльністю і творчістю — для учнів, їх батьків, викладачів і аматорів. Навіть через багато років після закриття, в 2020 році, дослідники міждисциплінарної практики «(Не) комфортна (не) околиця: Чоколівка», яка здійснювалася за підтримки Фонду ім. Гайнріха Бьолля (Бюро Київ — Україна), вважали закритий радянський магазин «Учтехпрілад» і всю площу Космонавтів одними з важливих складових для майбутнього розвитку району Чоколівка (поряд з великою кількістю закладів освіти, науки і техніки (дослідники жартівливо об'єднали їх назвою «Кремнієва долина Чоколівки»), виявлених в районі «Велика Чоколівка» (Чоколівка в її широких межах).
В кінці 1980-их на площі перед магазином «Учтехпрілад» Геннадій Супруненко купив невелику площу і зареєстрував підприємство «Водолій», яке здавало в оренду площу, створювало умови для торгівлі, а продавці продовжили продавати радіотовари. У 1993 році Володимир Лященко та Геннадій Супруненко зареєстрували ТОВ «Звіздар-1» і пізніше організували (славно або сумно) відомий всьому місту Київський радіоринок «Караваєві дачі» («Кардачі»), перенісши торгівлю з площі Космонавтів на новий ринок на вулицю Ушинського, який місцеві жителі вважають дуже небезпечним і оцінюють негативно, хоча дослідники вважають його дуже перспективним для подальшого розвитку Чоколівки.
У 1995 році магазин «Учтехприлад» був зареєстрований за адресою Чоколівський бульвар, будинок 19 як приватне відкрите акціонерне товариство «Учтехприлад». Пізніше в приміщеннях колишнього магазину «Учтехпрілад» розташовується магазин мережі «Billa», потім — магазин мережі «Фокстрот».
Будинок № 22 (за адресою Чоколівський бульвар, будинок 22) побудований по Проекту К-14 — першому типовому серійному проекту 14-поверхового будинку в Києві. На першому поверсі «обличчям» до площі в будинку № 22 (за адресою Чоколівський бульвар, будинок 22) в радянські часи розташовувався хлібний магазин, а в незалежній Україні — приватний гастроном «Шереметьєвський».
У будинку № 28 (за адресою Чоколівський бульвар, будинок 28, хрущовка) в радянські часи на першому поверсі спочатку перебували меблевий магазин, магазини «Килими» і «Металевий посуд», гастроном (в 1970-1980-ті роки гастроном називався «Першотравневий», відкрився до Жовтневих свят 1961 року і пізніше зайняв все приміщення першого поверху цього будинку замість інших магазинів), пізніше за часів незалежної України там знаходився магазин мережі «Сільпо».
У торці будинку № 21 (за адресою Чоколівський бульвар, будинок 21, хрущовка) в радянські часи на першому поверсі розташовувалася перукарня.
У 1960-1980-і роки на площі Космонавтів поблизу торца будинку № 35 на Авіаційній вулиці (нині вулиця Авіаконструктора Антонова, будинок 35, хрущовка) знаходилася стоянка таксі, розташування якої вказувалося на друкованої карті міста.
23 лютого 1977 року в будинку № 13 Чоколівського бульвару відкрився кінотеатр «Єреван» поруч з площею Космонавтів.
У 1977—1978 роках почалася реконструкція з розширенням площі, будівництвом підземного переходу і заміною комунікацій, в результаті чого до Олімпіаді-80 на площі з'явився підземний перехід (в якому побудували громадський туалет) через бульвар Леніна, з якого вели чотири виходи по різні боки вулиця Авіації, а поруч з будинком 19 бульвару Леніна з'явилася стоянка автомобілів. За часів незалежної України Чоколівский бульвар був розділений металевою огорожею з відбійником між смугами протилежного руху, тому на автомобілі стало можливо потрапити з одного боку площі на іншу з дуже великими об'їздами і втратою часу. В результаті реконструкції Чоколовского бульвару в 2001 році наземний зв'язок між двома частинами площі Космонавтів, розділеними Чоколівський бульвар, був розірваний і здійснюється лише по підземному переходу.
За часів незалежної України поруч з будинком № 19 Чоколовского бульвару виник імпровізований ринок (в основному продовольчих товарів), в підземному переході також здійснюється стихійна торгівля. У 2019 був здійснений капітальний ремонт підземного переходу. Дослідниками Чоколовки встановлено, що в 2020 році площа Космонавтів є рекордсменом всієї «Великий Чоколовки» за кількістю тимчасових споруд — на відносно невеликій території розмістилося близько 50 різноманітних за профілем і конфігурацією тимчасових споруд, на площі немає місця для тривалого і затишного відпочинку, однак від площі Космонавтів починається сквер вулиці Авіаконструктора Антонова, в якому є багато простору для тихого відпочинку поруч з метушливою площею Космонавтів.
У 2020 році на площі перед будинком 19 Чоколовского бульвару є муніципальна парковка, сама площа є важливим публічним простором Чоколівки і рівновіддалена від двох чоколовських центрів загальноміського значення (Севастопольської площі і станції Караваєві Дачі), які теж розташовані по Чоколовському бульвару в різні боки від площі Космонавтів.

## Транспорт
Автобус № 25, 69 проїжджає площа Космонавтів по Чоколівському бульвару в обох напрямках свого маршруту.
Тролейбуси № 22, 30, 42 проїжджають по Чоколівському бульвару через площу Космонавтів в обох напрямках.
Тролейбуси 17 і 19 на площі Космонавтів мають кінцевий зупинний пункт поруч з будинком № 4 вулиці Авіаконструктора Антонова і початкову зупинку свого маршруту поруч з будинком № 28 Чоколовского бульвару. Ці тролейбуси приїжджають на площу Космонавтів по вулиці Авіаконструктора Антонова, висаджують пасажирів на кінцевій зупинці і там же очікують час виїзду на маршрут за розкладом. За радянських часів там же був обладнаний диспетчерський пункт у вигляді павільйону. На кінцевій зупинці може перебувати кілька тролейбусів в очікуванні виїзду на маршрут. Початкова зупинка маршрутів для посадки пасажирів знаходиться на площі Космонавтів поруч з будинком № 28 на Чоколівському бульварі.
Маршрутні таксі («маршрутки») 150, 205, 223, 227, 239, 401, 455, 463, 477, 517, 550 проїжджають через площу Космонавтів по Чоколівському бульвару в обох напрямках свого маршруту.
На площі діють чотири зупиночних пункти громадського транспорту:
- «Площа Космонавтів»(у бік Севастопольської площі) навпроти будинку № 19 Чоколівського бульвару (зупиняються: тролейбуси 22, 30, 42; автобус 25, 69; маршрутки 150, 205, 223, 227, 239, 401, 455, 463, 477, 517, 550);
- «Вулиця Авіаконструктора Антонова» (у бік Лондонської вулиці) біля будинку № 22 Чоколівського бульвару (зупиняються: тролейбуси 22, 30, 42; автобус 25, 69; маршрутки 150, 205, 223, 227, 239, 401, 455, 463, 477, 517, 550);
- «Площа Космонавтів» біля будинку № 4 вулиці Авіаконструктора Антонова (зупиняються тролейбуси 17 і 19 (приїжджають по вулиці Авіаконструктора Антонова з боку Повітрофлотського проспекту) — кінцеві зупинки цих маршрутів, немає посадки);
- «Площа Космонавтів» (у бік Лондонської вулиці) біля будинку № 28 Чоколівського бульвару (зупиняються: тролейбуси 17 (тільки посадка), 19 (тільки посадка), 22, 30, 42; автобус 69; маршрутки 150, 205, 223, 227, 239, 401, 455, 463, 477, 517, 550).

### Історія тролейбусного сполучення
З 15 квітня 1960 року на тролейбусній мережі Києва була введена одностороння кільцева лінія по Першотравневому масиву, яка проходила в тому числі від Повітрофлотського проспекту по вулиці Авіації (нині вулиця Авіаконструктора Антонова) до площі Космонавтів і далі по бульвару Леніна (нині Чоколівський бульвар) у бік Пітерської вулиці (нині Лондонська вулиця), а на площі Космонавтів була організована кінцева станція тролейбусів (зупинка «Площа Космонавтів») біля будинку № 4 вулиці Авіації (нині вулиця Авіаконструктора Антонова), по цій лінії було продовжено до площі Космонавтів маршрут № 14 («вул. Леонтовича — бульв. Леніна (пл. Космонавтів)») і був пущений новий маршрут № 17 «Хрещатик — бульв. Леніна (пл. Космонавтів)».
З 12 вересня 1960 року був пущений новий тролейбусний маршрут № 19 «Мотозавод — бульв. Леніна (пл. Космонавтів)», який теж пройшов по односторонній Кільцевій лінії Першотравневого масиву через площу Космонавтів.
У 1964—1965 роках у зв'язку з будівництвом першого в Києві підземного переходу на Бессарабській площі були закриті кілька тролейбусних маршрутів, у тому числі маршрут № 14 «бульв. Леніна (пл. Космонавтів) — Вул. Леонтовича».
23 грудня 1967 року була введена нова тролейбусна лінія від проспекту Космонавта Комарова (нині Проспект Любомира Гузара) до Севастопольської площі — лінія пройшла по бульвару Леніна (нині Чоколівський бульвар) через площу Космонавтів, по ній був пущений маршрут № 22 «вул. Щусєва — Севастопольська пл.», який проходив через площу Космонавтів по бульвару Леніна в обох напрямках.
11 січня 1995 року в дію нова лінія від депо № 3 до Кадетського Гаю, сюди пішов маршрут № 21 «станція метро» Шулявська «- Кадетський Гай» по Чоколівському бульвару в обох напрямках через площу Космонавтів. 1 травня 2010 року закритий маршрут № 21.
28 травня 2004 року в зв'язку з введенням нової тролейбусної лінії «Московська пл. — Севастопольська пл.» по проспекту Валерія Лобановського був пущений маршрут № 42 «Станція метро „Либідська“ — Дегтярівська вул.», який пройшов по Чоколівському бульвару через площу Космонавтів в обох напрямках.
7 травня 2012 відновлений маршрут № 21 «Дегтярівська вул. — вул. Кадетський Гай» по Чоколівському бульвару в обох напрямках через площу Космонавтів.
15 листопада 2016 року скасований маршрут № 21, але продовжений тролейбусний маршрут № 30 до вул. Кадетський Гай по трасі «вул. Милославська — вул. Кадетський Гай», в результаті чого цей маршрут пройшов по Чоколівському бульвару в обох напрямках через площу Космонавтів.
17 березня 2019 року у зв'язку з реконструкцією Шулявського шляхопроводу серед інших були скасовані тролейбусні маршрути № 22 і № 42, але пущені серед інших тролейбусні маршрути № 22к (Аеропорт «Київ» — Індустріальний шляхопровід), № 21К (вул. Кадетський Гай — Індустріальний шляхопровід) — ці маршрути проходили по Чоколівському бульвару через площу Космонавтів. Одночасно маршрут № 30 перенаправлено таким чином, що він не проходив по Чоколівському бульвару (площі Космонавтів). 23 травня 2020 року відновлено маршрут № 22 (вул. Ольжича — аеропорт «Київ»), рух маршруту № 30 повернуто по Чоколівському бульвару (через площу Космонавтів), а маршрути № 21К, 22к скасовані.
1 серпня 2020 року відновлено маршрут № 42 «Станція метро „Либідська“ — вулиця Дегтярівська», а у 2024 році продовжено до вул. Ольжича.

## Площа Космонавтів в культурі
Зйомки частини сцен фільму Прощавайте, голуби (вийшов в прокат в 1960 році) проводилися на споруджуванні площі Космонавтів.